# Christian Kramp

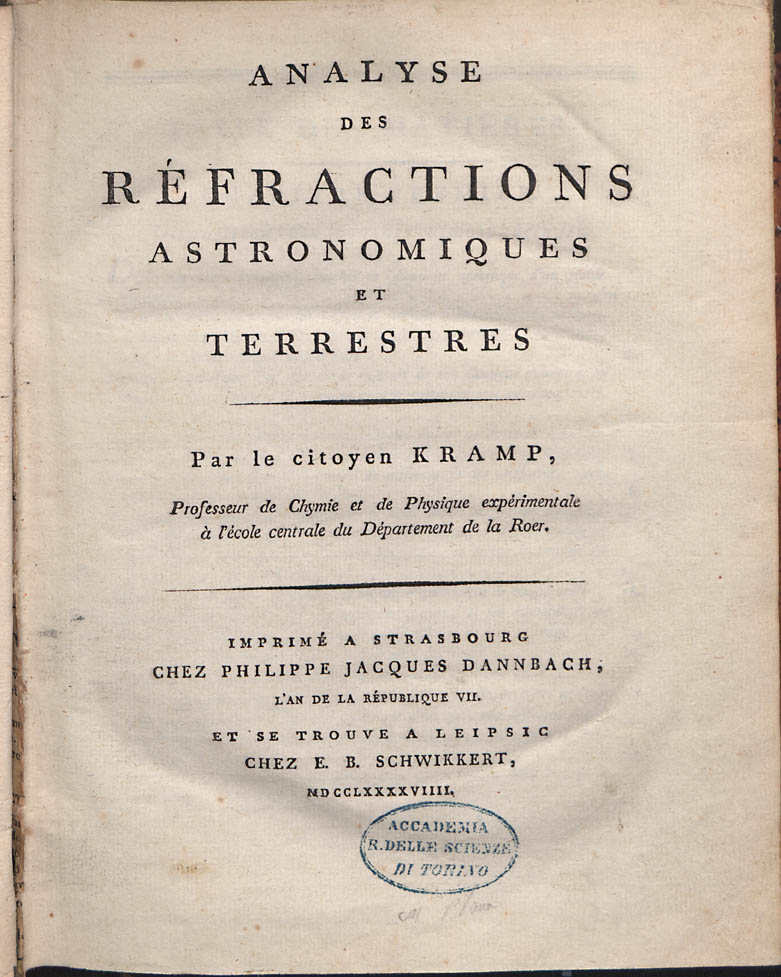
Analyse des réfractions astronomiques et terrestres, 1799

Christian Kramp (ur. 8 lipca 1760, zm. 13 maja 1826) – francuski matematyk, który wprowadził oznaczenie n! na silnię.

## Życiorys
Kramp ukończył studia medyczne i był autorem licznych publikacji w tej dziedzinie. Zainteresowania Krampa były jednak znacznie szersze, w efekcie czego objął posadę nauczyciela matematyki, fizyki i chemii w Kolonii. W 1809 objął profesurę na uniwersytecie w swoim rodzinnym mieście Strasburgu.